# Buna (guma)
Buna – niemiecki kauczuk syntetyczny, wyprodukowany w niewielkiej ilości po raz pierwszy w 1936 przez koncern IG Farben w ramach Planu Czteroletniego, przewidującego zwiększenie samowystarczalności Niemiec pod względem surowcowym. W 1936 rozpoczęto budowę wielkiego zakładu produkcyjnego w Schkopau, którego pierwszą część oddano do użytku wbrew planom dopiero w 1939, w wyniku czego w roku 1938 zamiast założonej produkcji wielkości 29 tys. ton uzyskano zaledwie 5 tys. t., co stanowiło zaledwie 5% zapotrzebowania niemieckiego przemysłu.